# Nova Ușîțea
Nova Ușîțea (în ucraineană Нова Ушиця) este așezarea de tip urban de reședință a raionului Nova Ușîțea din regiunea Hmelnîțkîi, Ucraina. În afara localității principale, mai cuprinde și satele Fileanivka și Kaskada.

## Demografie
Componența lingvistică a așezării de tip urban Nova Ușîțea
     Ucraineană (97,87%)
     Rusă (1,95%)
     Alte limbi (0,1%)
Conform recensământului din 2001, majoritatea populației așezării de tip urban Nova Ușîțea era vorbitoare de ucraineană (97,87%), existând în minoritate și vorbitori de rusă (1,95%).